# 切羅基 (阿拉巴馬州)
切羅基（英文：Cherokee），是美国阿拉巴马州下属的一座城市。面积约为2.22平方英里（约合5.74平方公里）。根据2010年美国人口普查，该市有人口1,048人，人口密度为472.92/平方英里（约合182.58/平方公里）。